# Eicca Toppinen
Eino Matti "Eicca" Toppinen (Vantaa, Finska, 5. kolovoza 1975.), finski violončelist i tekstopisac.
Pohađao je Sibelius Akademiju u Helsinkiju, gdje je upoznao Paavu Lötjönena, Anteru Manninena i Maxa Lilju. Zajedno su osnovali cello rock sastav Apocalyptica.
Toppinen također svira bubnjeve, ali za svoje sviranje kaže da nije dovoljno dobro da bi se pridružio nekom drugom sastavu na bubnjevima.
Uz skladanje pjesama za Apocalypticu, Toppinen je također skladao muziku za razne druge projekte, kao kazališnu predstavu "Paper Rain" i finski film "Milja".
1997. Eicca Toppinen je oženio finsku glumicu Kirsi Ylijoki, i sada imaju dva sina: Eelis (rođen 1999.) i Ilmari (rođen 2002.).